# Зандрарт, Иоахим фон
Иоахи́м фон За́ндрарт, называемый Старшим (нем. Joachim von Sandrart, der Ältere; 12 мая 1606, Франкфурт-на-Майне — 14 октября 1688, Нюрнберг) — немецкий живописец, рисовальщик и гравёр, а также историк искусства и переводчик; выдающийся представитель немецкого барокко XVII века, один из первых историографов немецкого искусства. В Нюрнберге были известны и другие художники, члены семьи Зандрарт, поэтому Иоахима называют Зандрартом Старшим.

## Биография

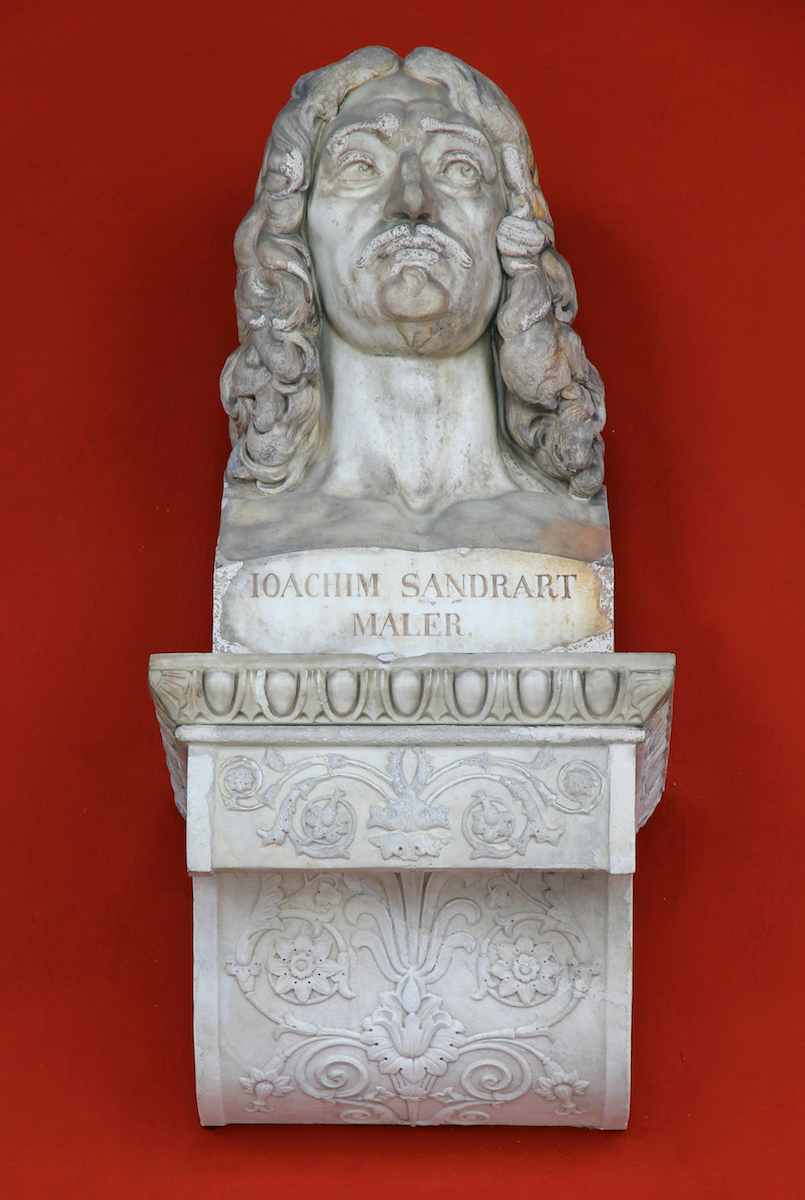
Бюст И. фон Зандрарта в Зале славы, Мюнхен

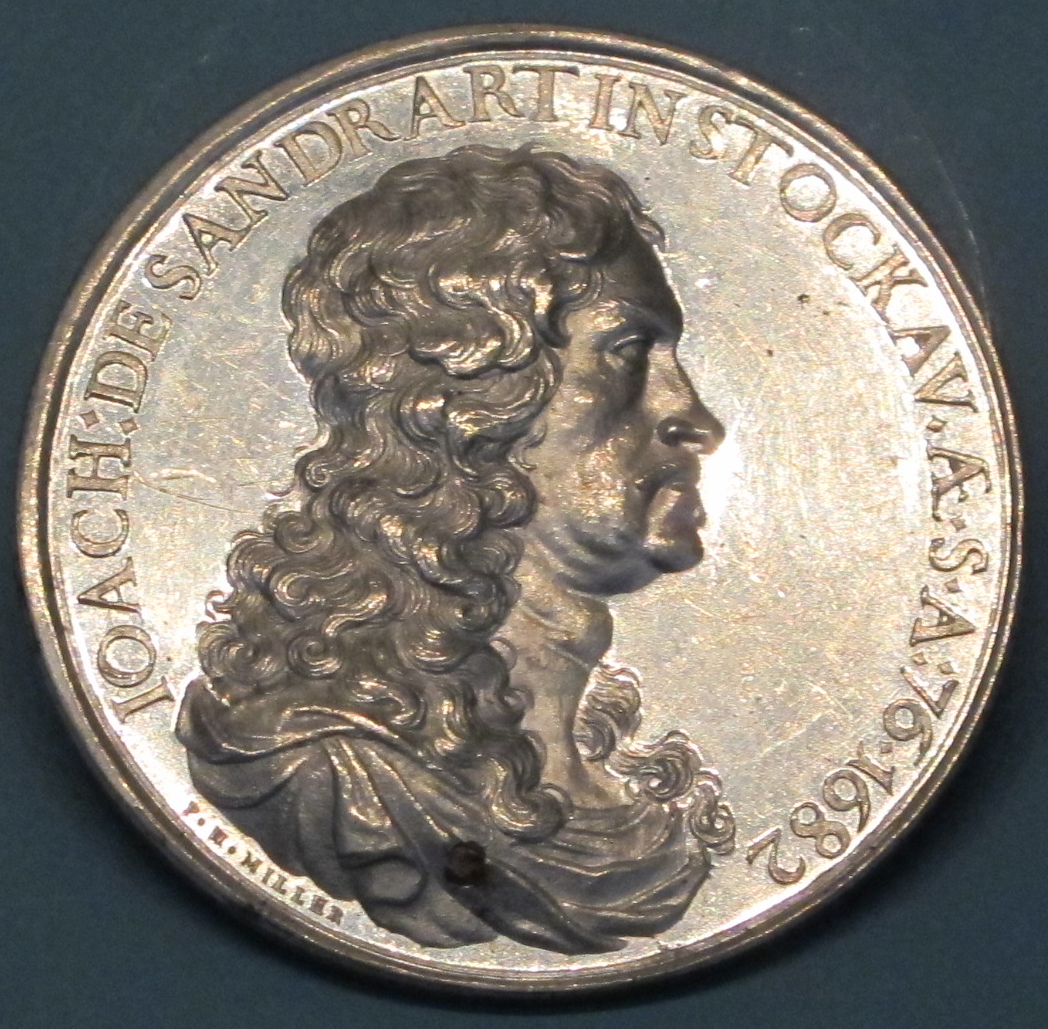
Ф. Г. Мюллер. Медаль в честь И. фон Зандрарта. Нюрнберг, 1682

Иоахим родился в дворянской семье, происходившей из окрестностей города Монс в Геннегау, или Эно (ныне южная Бельгия). Его родословная начинается с Жана Зандрарта (1449—1509), капитана папской гвардии. Дворянство ему было даровано в 1500 году папой Александром VI. Потомки Зандрарта позже поселились во Франкфурт-на-Майне и стали торговцами. Иоахим фон Зандрарт получил подтверждение дворянства Священной Римской империи и герб 20 июля 1653 года в Регенсбурге.
31 января 1637 года он женился на Йоханне фон Милькау, дочери ювелира-кальвиниста, эмигрировавшего из южных Нидерландов. После её смерти в 1672 году, 5 ноября 1673 года Зандрарт женился на Эстер Барбаре Блумарт (1651—1733), из нюрнбергской купеческой семьи, которая была на 45 лет младше его и чей известный портрет часто принимают за изображение Марии Сибиллы Мериан. Оба брака остались бездетными. Нюрнбергский гравёр, издатель и торговец произведениями искусства Якоб фон Зандрарт приходился Иоахиму племянником.
Живописи и графике Иоахим стал обучаться с девятилетнего возраста, вначале в Нюрнберге с 1615 года у гравёра и живописца Петера Иссельбурга, затем в Праге у «рудольфинца» Эгидия Саделера Старшего. Однако свои первые художественные уроки он уже получил ранее в мастерской Даниэля Соро. Десять лет спустя, в 1625 году, он стал учеником Геррита ван Хонтхорста в Утрехте и оставался им до 1629 года. В последующие шесть лет вместе с учителем Зандрарт путешествовал по Англии и Италии. Среди прочего он написал «Смерть Сенеки», «ночную картину» в стиле Хонтхорста. Как живописец Зандрарт «тяготел к караваджизму». В Лондоне при дворе короля Карла I работал портретистом, его аллегорические картины «отличались несколько напыщенным, эклектичным стилем, в котором отчётливо просматривались цитаты из творчества разных художников».
В Англии Зандрарт подружился с выдающимся собирателем произведений искусства лордом Т. Арунделом. Во Фолоренции встречался с Галилео Галилеем, который показал ему в свой телескоп Луну. В Италии вместе с Клодом Лорреном писал пейзажи римской Кампаньи, много рисовал, в том числе для римского банкира, коллекционера и мецената Винченцо Джустиниани и по заказу папы Урбана VIII. В первую очередь это были многочисленные портреты, а также картины на библейские темы для интерьеров римских церквей. Он также предоставил рисунки для издания гравюр «Галереи Джустиниани»: изображений античных статуй из коллекции маркиза Винченцо Джустиниани, опубликованных между 1635 и 1637 годами. Как писал Жермен Базен, Зандрарт, стремившийся к универсальности знаний и являвшийся в полном смысле слова «европейцем», был неутомимым путешественником. «Не избежавший участия в перипетиях Тридцатилетней войны, он был чрезвычайно привлекательной личностью, весьма симптоматичной для новой европейской культуры, развивавшейся при посредстве Италии».
Зандрарт был знаком практически со всеми выдающимися художниками своего времени и это впоследствии натолкнуло его на мысль о создании большого историографического труда. В Риме Иоахим фон Зандрарт был принят в члены общества «Перелётные птицы», или «Бент» (нидерл. bent — клуб, собрание, нидерл. Bent vogels — перелётные птицы, или нидерл. Bentvueghels — «птицы пера») — сообщество, или «братство», иностранных художников, прибывавших в католический Рим из северных стран (главным образом из Нидерландов и Германии) с целью изучения сокровищ классического искусства.
В 1635 году Зандрарт вернулся во Франкфурт-на-Майне и прожил там два года. В 1637 году он отправился в Амстердам, оставался там до 1645 года, и вскоре стал одним из самых востребованных художников-портретистов. Для курфюрста Максимилиана I Баварского Зандрарт написал серию картин «Двенадцать месяцев» и аллегорию «День и ночь» для его галереи в Шлайсхайме в окрестностях Мюнхена. После смерти своего тестя в 1645 году унаследовал замок Штокау близ Ингольштадта и переселился в него из Нидерландов.
В 1649 году, после окончания Тридцатилетней войны, Зандрарт прибыл в Нюрнберг, где писал портреты присутствовавших там послов различных европейских держав. Наиболее значимым произведением, созданным в Нюрнберге, является большая картина «Великий пир мира» (Das große Friedensmahl), изображающая торжественное пиршество шведского короля Карла X Густава с императорскими и шведскими посланниками в рамках мирного конгресса. В 1653 году Зандрарт был возведён в дворянство Пфальц-Нойбурга (Pfalz-Neuburgischer Rat). После того, как в Вене он написал портреты императора Фердинанда III, его супруги и эрцгерцога Леопольда, он получил также австрийское дворянство. В 1676 году повелением герцога Августа Саксен-Вейсенфельского Иоахим фон Зандрарт был принят в аристократическо-интеллектуальное просветительское «Плодоносное общество» (Fruchtbringende Gesellschaft), где эмблемой фон Зандрарта стала «красная ель».
В 1670—1673 годах Иоахим фон Зандрарт жил и работал в Аугсбурге. После того как его племянник Якоб фон Зандрарт основал в 1662 году в Нюрнберге первую немецкую частную «Академию живописцев» (Maler-Akademie), став её первым директором, в 1664 году академию возглавил Иоахим фон Зандрарт. Академия существует до настоящего времени как Нюрнбергская академия изобразительных искусств. Иоахим фон Зандрарт также активно занимался изданием академических сочинений, эту работу продолжили его племянник и наследники. В 1675 году он написал картину «Сон Иакова» для францисканской «Церкви босоногих» (Barfüßerkirche) в Аугсбурге.
В 1681 году Зандрарт позаботился о восстановлении могилы Альбрехта Дюрера на кладбище Johannisfriedhof при церкви Св. Иоанна в Нюрнберге, где сам Зандрарт в 1688 году нашёл своё последнее пристанище.

## «Немецкая академия зодчества, ваяния и живописи»
Зандрарта называли «немецким Вазари».
Своё главное и наиболее ценное сочинение по истории искусства, «Немецкую Академию зодчества, ваяния и живописи» (Teutsche Academie der Edlen Bau-, Bild- und Mahlerey-Künste), Иоахим фон Зандрарт издал несколькими частями в период с 1675 по 1679 год (переиздания: 1683 на латинском языке, 1898). Концепцию этого сочинения он разрабатывал с помощью своего племянника Якоба фон Зандрарта и в сотрудничестве с нюрнбергским поэтом Зигмундом фон Биркеном, переработавшим тексты Зандрарта и дополнившим их многочисленными стихотворениями. «Немецкая Академия» считается первым историко-теоретическим текстом по искусству на немецком языке. «После Вазари это наиболее монументальный труд, когда-либо написанный художником об искусстве».
Книга разделена на пять частей, составляющих два тома, и включает 836 страниц текста, 111 вкладок с репродукциями произведений архитектуры, 118 гравюрных воспроизведений скульптур, 80 барельефов, 327 медальонов, 180 портретов и план города Рима. Специалисты многие века пользовались главным образом более удобным изданием на латинском языке с дополнениями: «Academia nobilissimae artis picturae» (1683). Зандрарт стремился к универсальности знания, он задумал написать подлинную энциклопедию «всех стилей и манер», в отличие от предыдущих сочинений Джорджо Вазари и Карела ван Мандера, вне каких-либо пристрастий или эстетических предубеждений, но при этом он не стеснялся использовать сведения из работ Вазари, Мандера, Виньолы, Серлио или Палладио.
Первая часть «Немецкой академии» посвящена историко-теоретическому очерку развития трёх основных видов искусства: архитектуры, скульптуры и живописи. Вторая часть включает биографии знаменитых художников от античности до современников Зандрарта. Особенную ценность представляет биография загадочного немецкого художника Маттиаса Грюневальда, живописца и графика эпохи Северного Возрождения, написанная на основе данных, полученных непосредственно от ученика художника. До настоящего времени эта биография является главным историографическим источником. Однако и этим не ограничивается ценность труда немецкого историографа: «Любознательность Зандрарта влекла его за пределы западного мира; он был первым из европейцев, кто заговорил о китайской живописи». Третья часть книги включает описание путешествий автора и впечатления от увиденных им произведений в различных коллекциях. Завершает повествование перевод на немецкий язык поэмы Овидия «Метаморфозы», которую называют «библией художников».
В 1680 году Зандрарт продолжил свой труд, выпустив перевод на немецкий язык книги итальянского поэта Винченцо Картари «Образы древних богов и сказания о них» (итал. Le imagini con la spositione de i dei de gli antichi, 1556), несколько изменив заглавие: «Иконология богов, или Изображения богов, почитавшихся в Древности (Iconologia Deorum oder Abbildung der Götter welche von den Alten verehret wurden)».
Иоганн Вольфганг фон Гёте позднее написал рецензию на «Немецкую академию» в литературном журнале «Франкфуртские научные объявления» (Frankfurter Scientifice Advertisements), как и И. Г. Гердер, в ней он по достоинству оценил уникальность сочинения Зандрарта и прокомментировал важность перевода «Метаморфоз» Овидия.

## Галерея

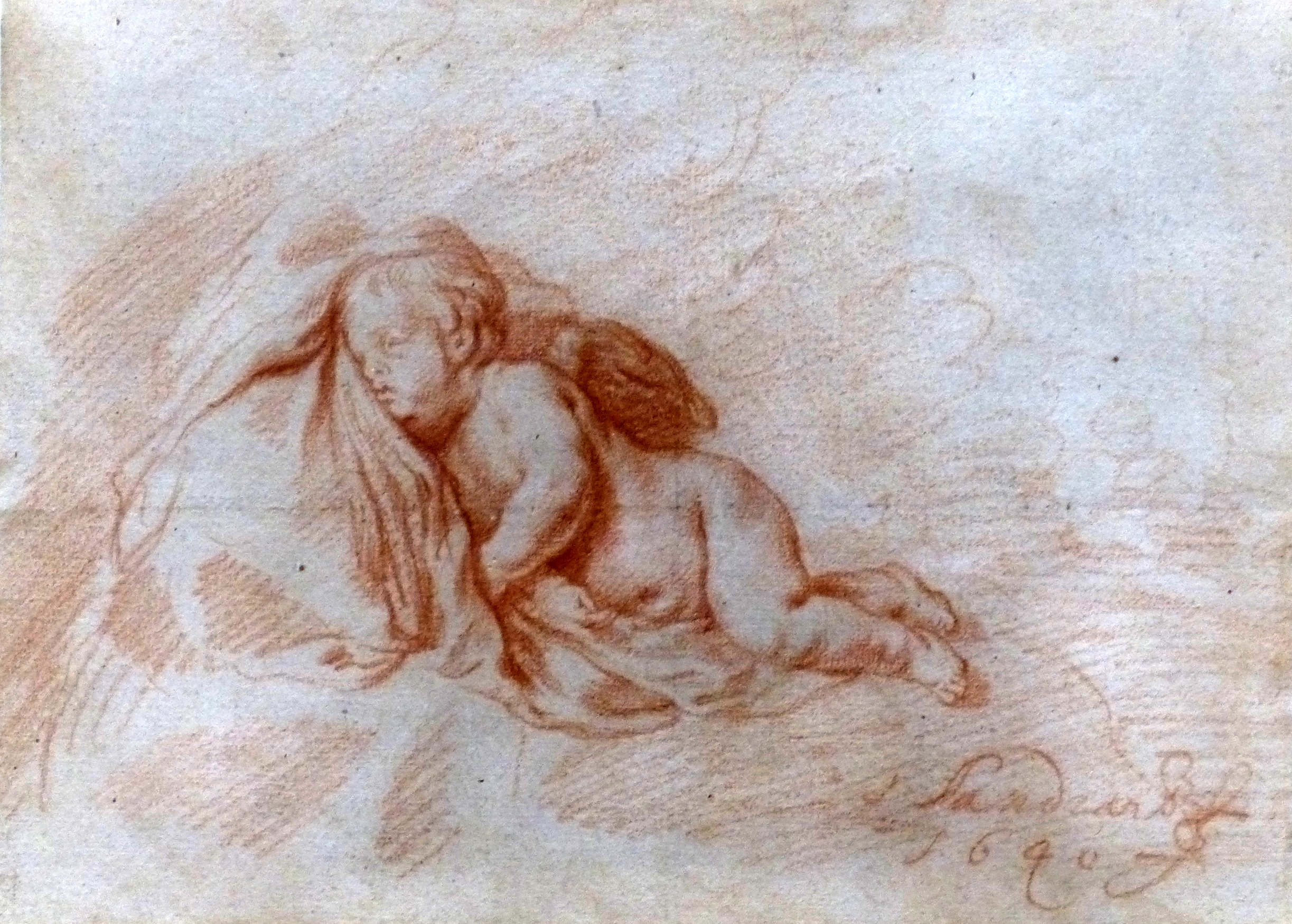
Спящий путто. 1640. Бумага, сангина. Музей Среднего Рейна, Кобленц
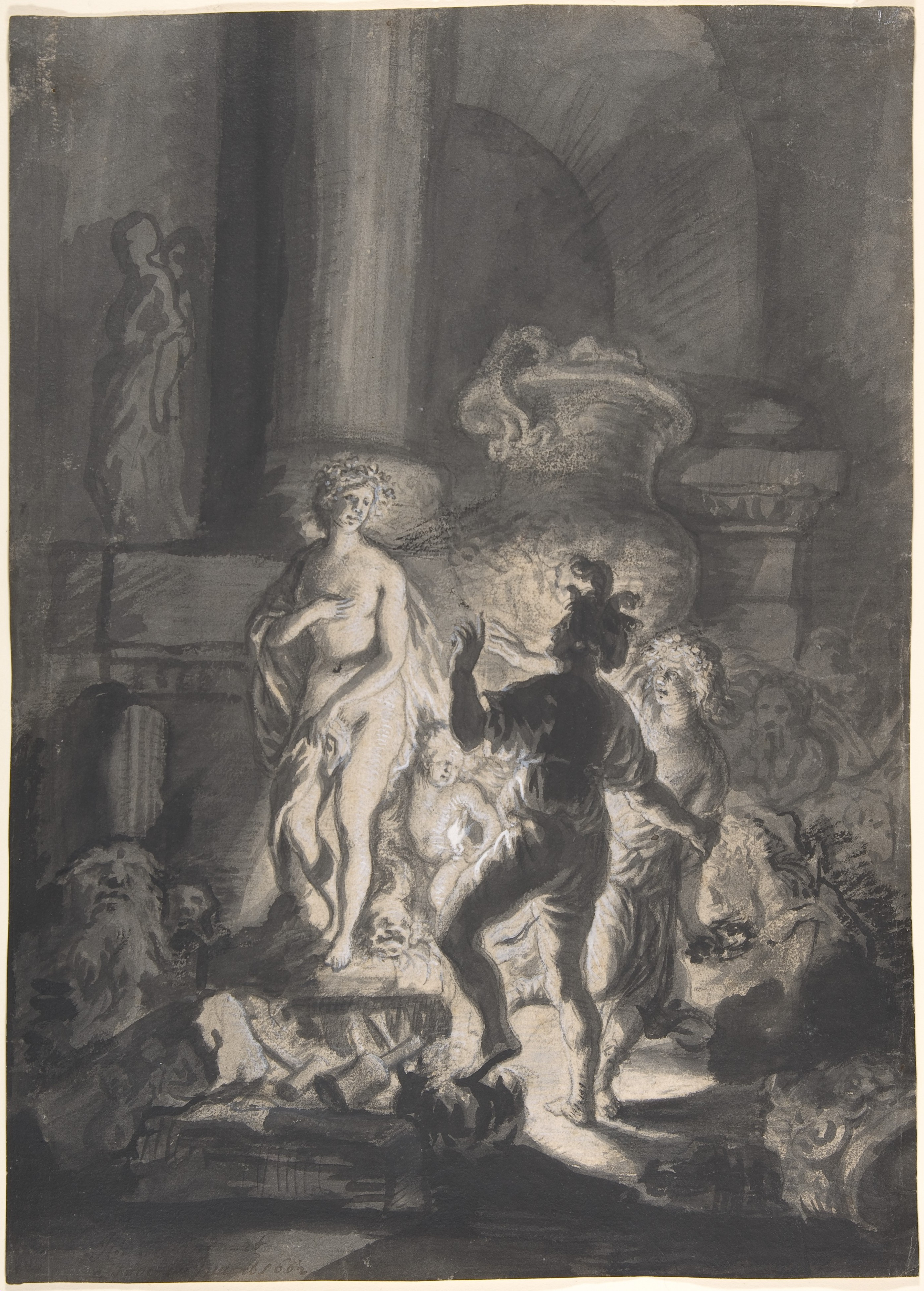
Пигмалион. 1662. Бумага, уголь, акварель, белила. Метрополитен-музей, Нью-Йорк
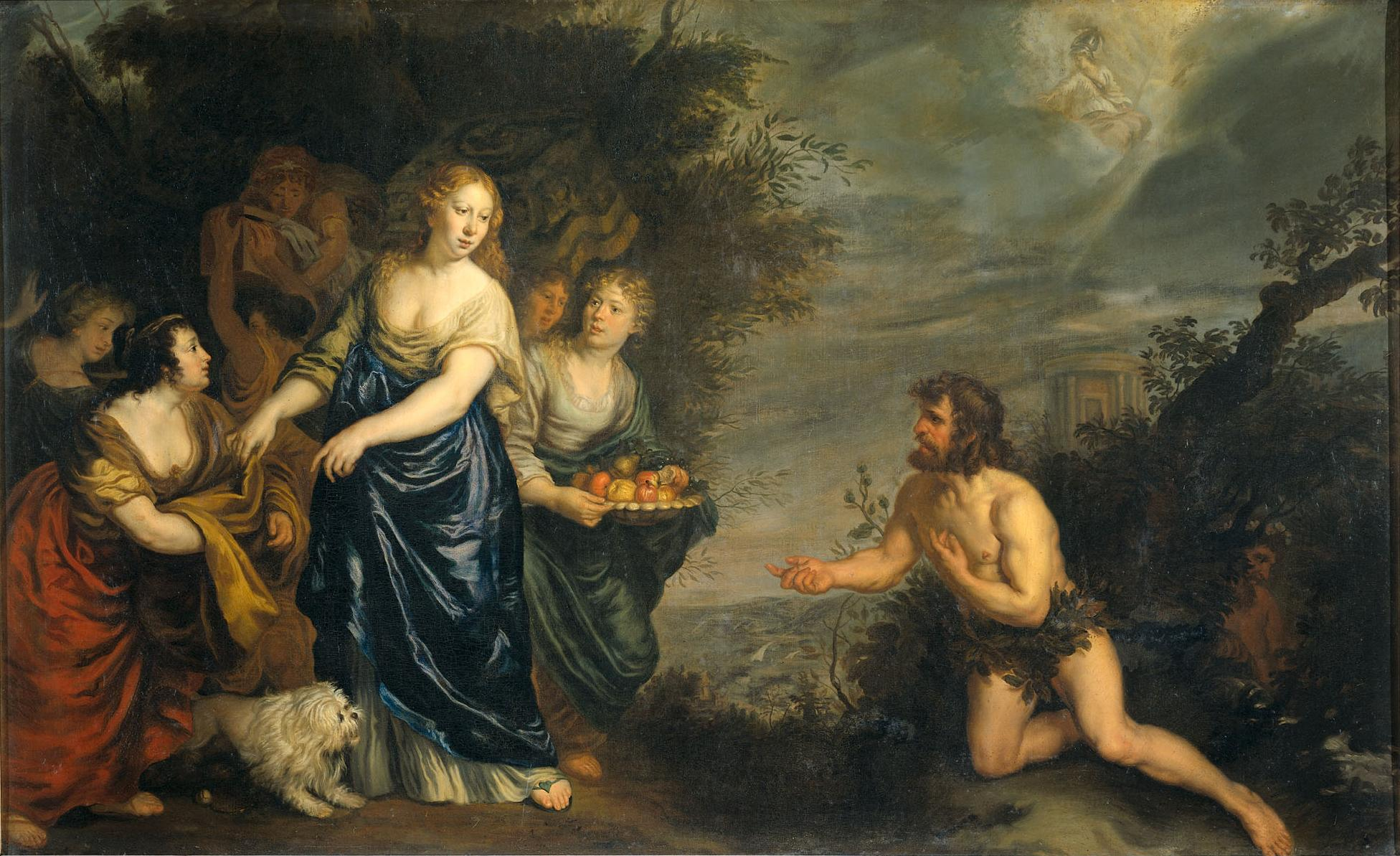
Одиссей и Навсикая. Между 1630 и 1688. Холст, масло. Рейксмюсеум, Амстердам
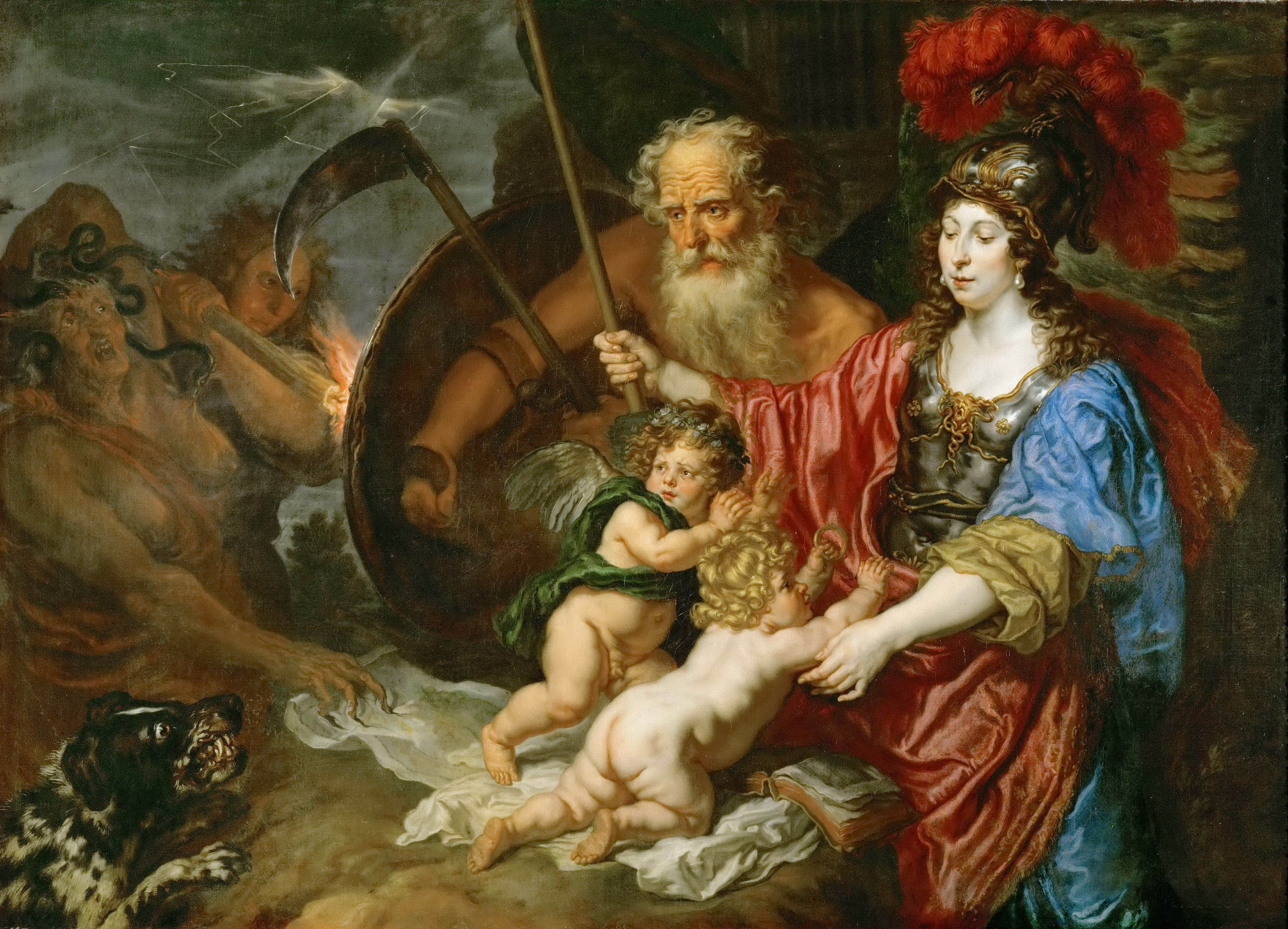
Минерва и Сатурн защищают искусство и науку. 1644. Холст, масло. Музей истории искусств, Вена
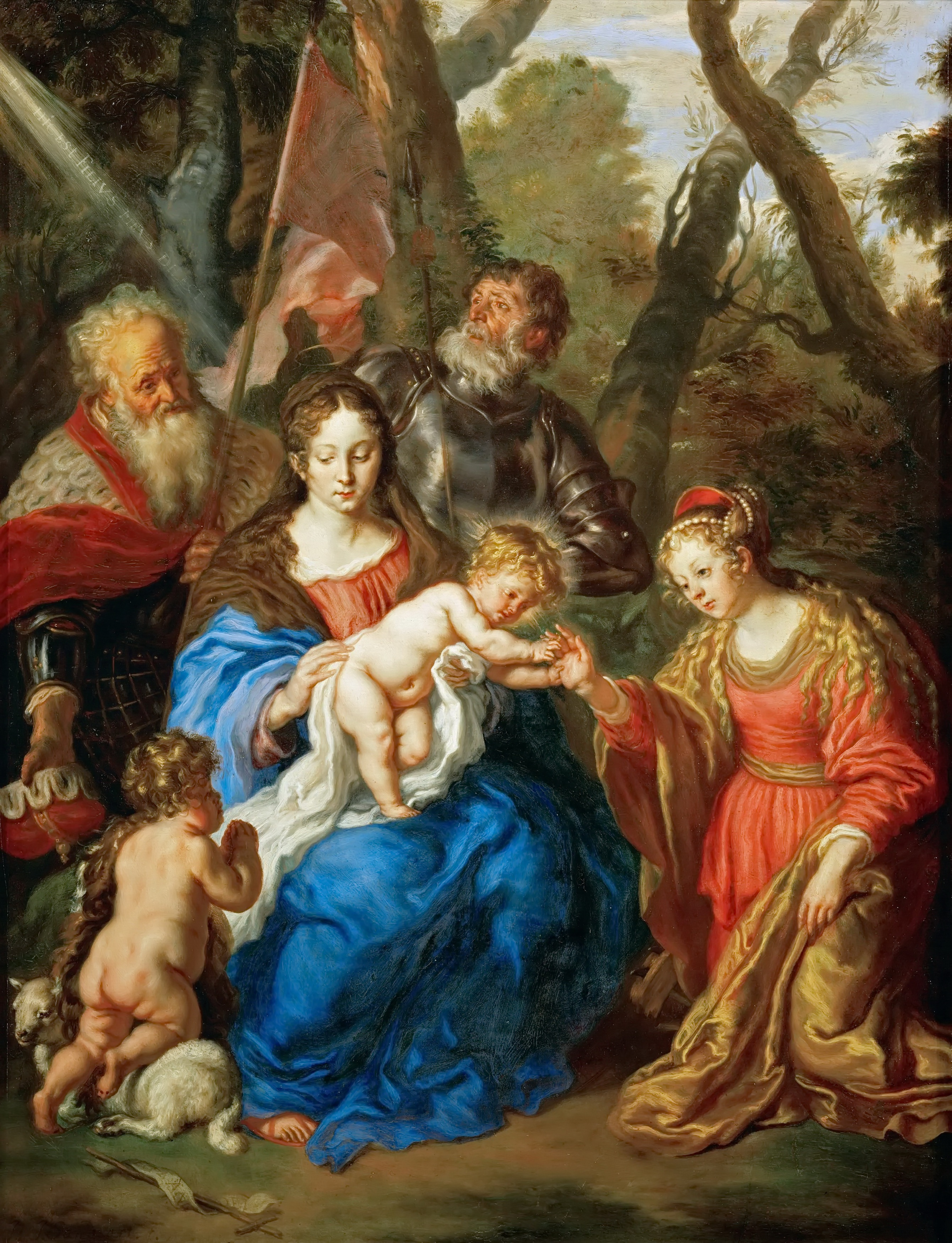
Мистическое обручение Святой Екатерины Александрийской. 1647. Дерево, масло. Музей истории искусств, Вена
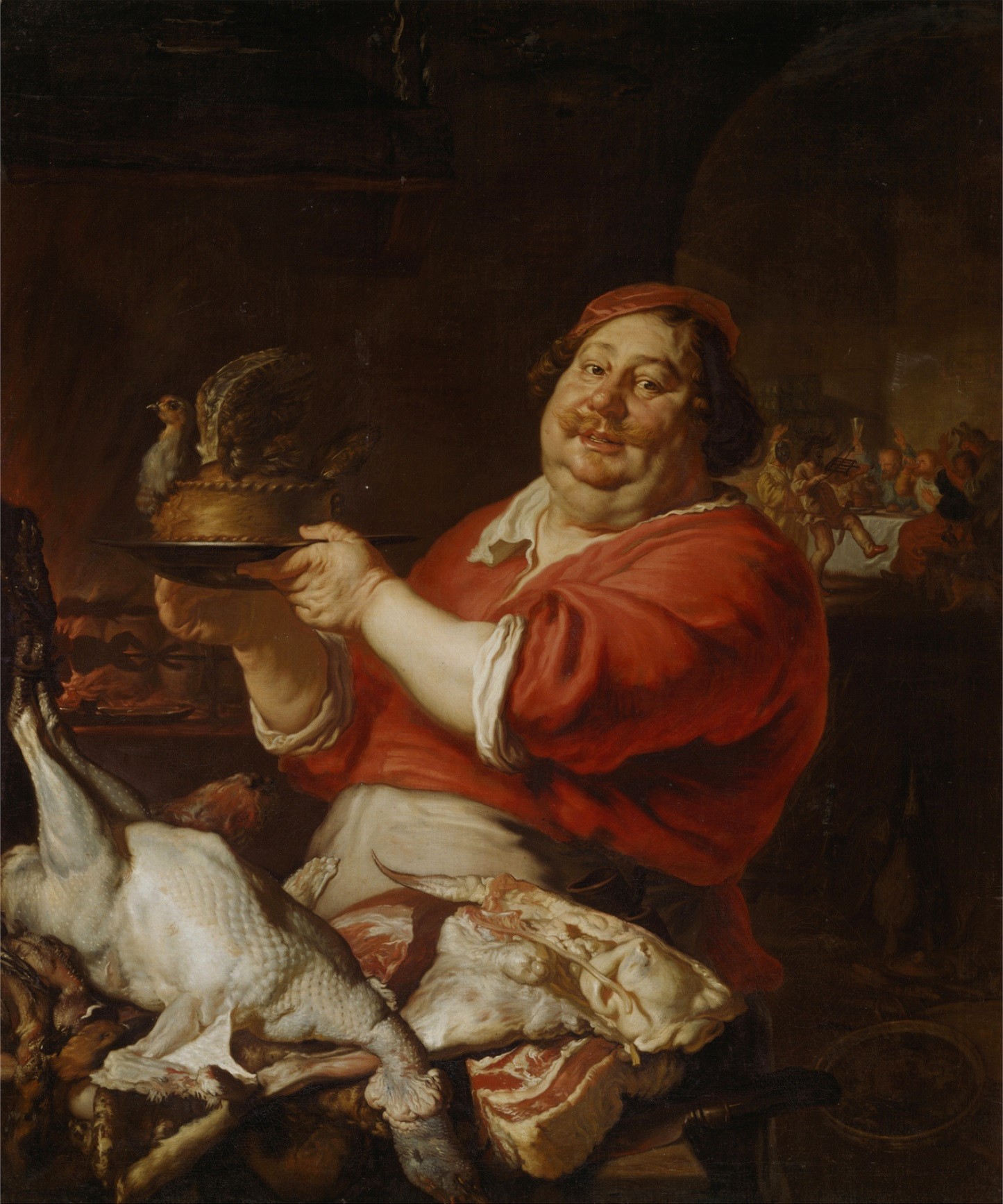
Февраль. Из серии «Месяцы». 1643. Холст, масло. Новый дворец, Шлайсхайм
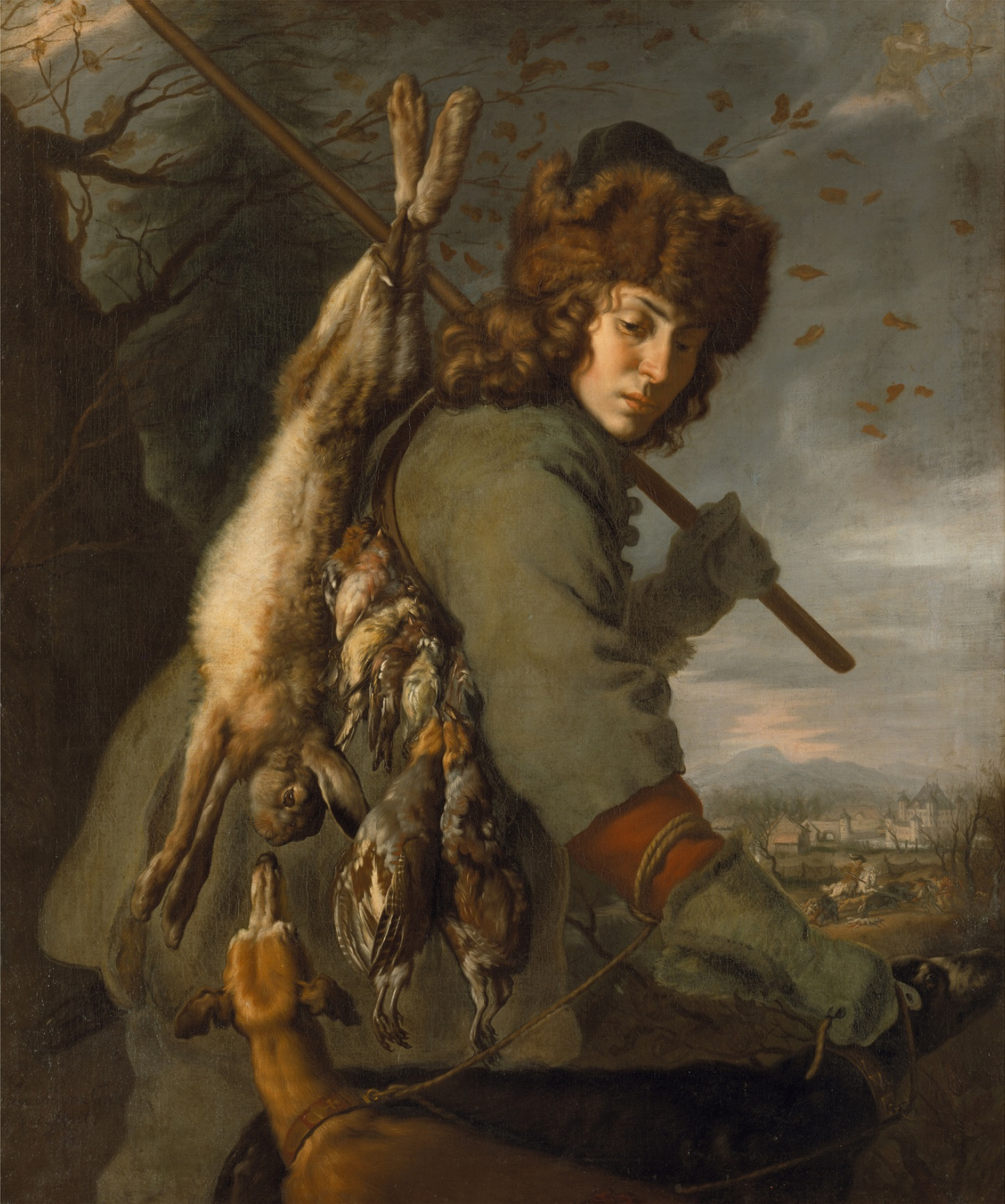
Ноябрь. Из серии «Месяцы». 1643. Холст, масло. Новый дворец, Шлайсхайм
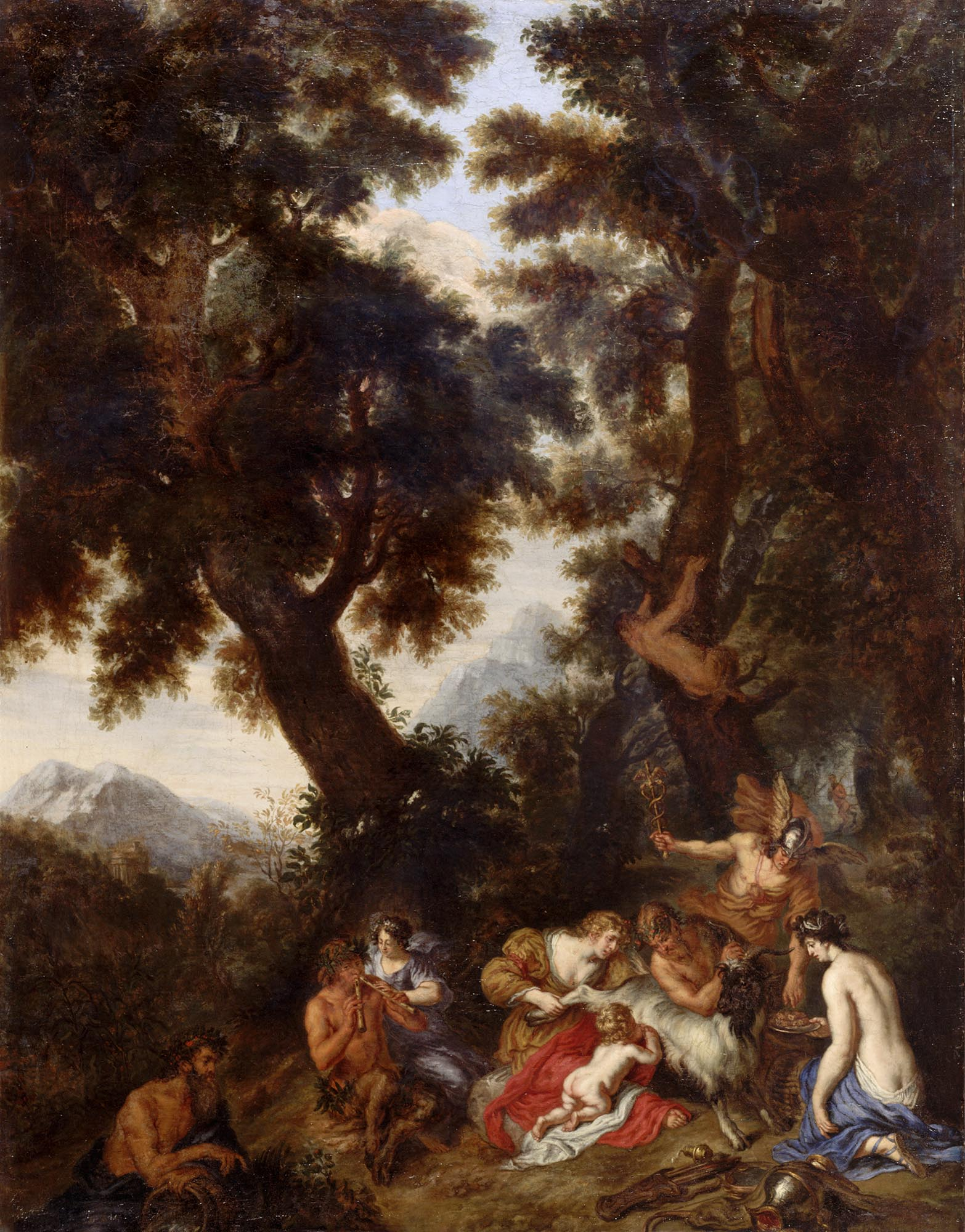
Воспитание Юпитера. Между 1671 и 1678. Холст, масло. Германский национальный музей, Нюрнберг
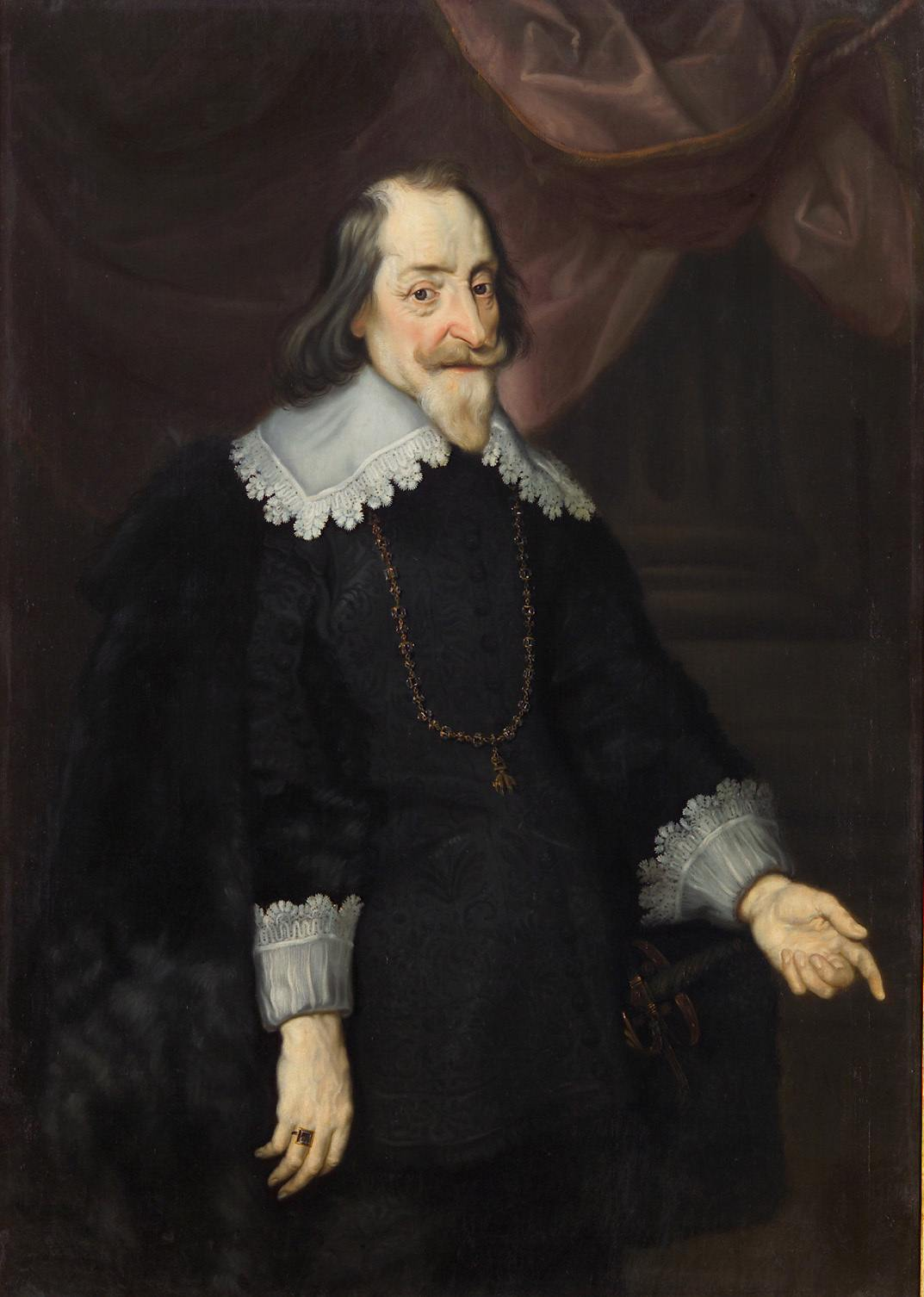
Портрет герцога Максимилиана I Баварского. 1643. Холст, масло. Музей истории искусств, Вена
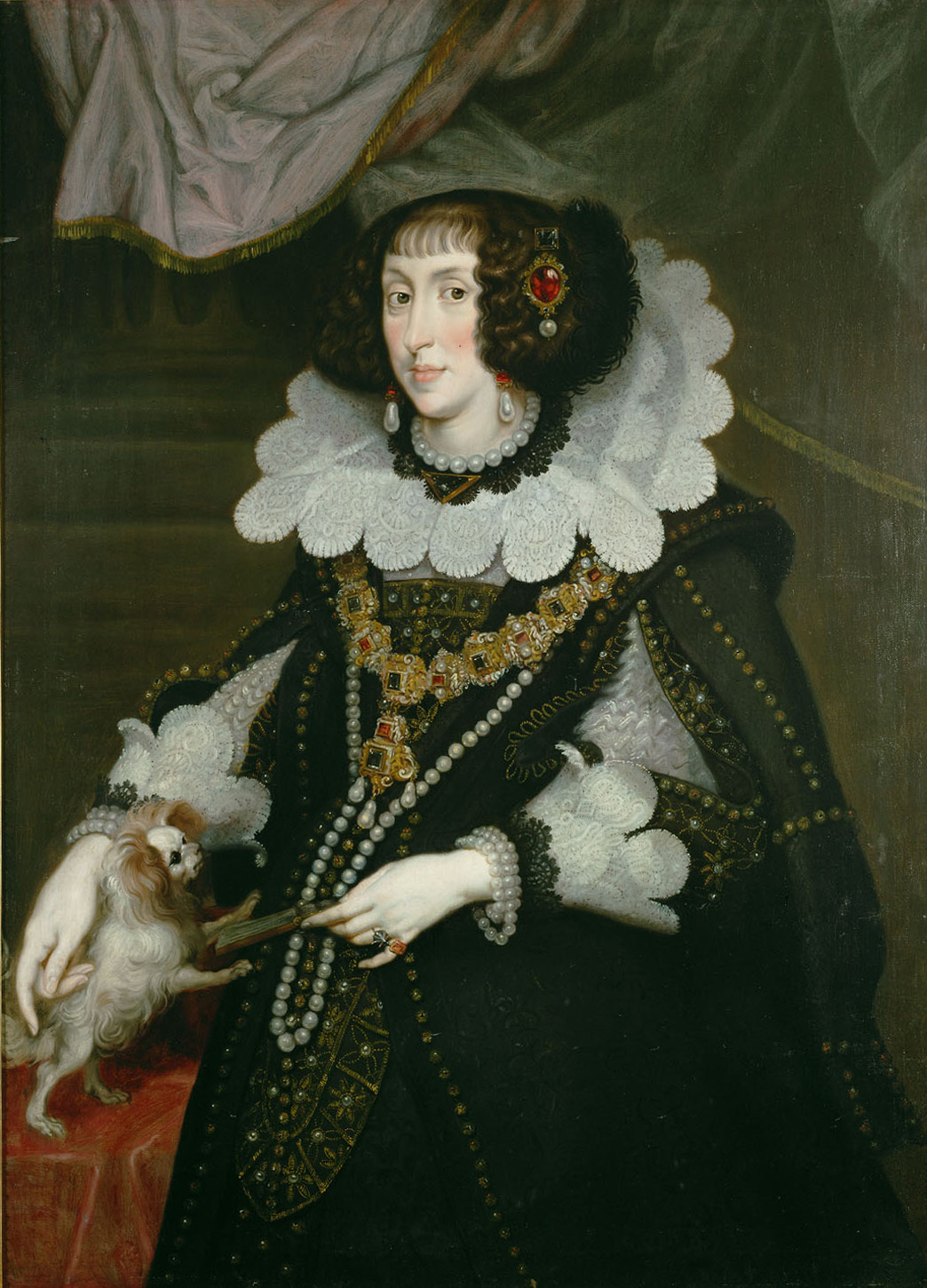
Портрет эрцгерцогини Марии Анны Баварской. 1643. Холст, масло. Музей истории искусств, Вена

## Сочинения
- L’Academia Todesca della Architectura Scultura et Pictura: Oder Teutsche Academie der Edlen Bau- Bild und Mahlerey-Künste, 1. Teil, Nürnberg (Johann-Philipp Miltenberger) 1675
- Teutsche Academie zweyter und letzter Haupt-Teil, Nürnberg (Ch. G. Froberger) 1679
- P. Ovidii Nas. metamorphosis oder des verblümten Sinns der Ovidianischen Wandlungs-Gedichte gründliche Auslegung: … 1.-12.Buch [mit] P. Ovidii Nasonis Lebenslauff/ aus dem Niederländischen Carls von Mander … ins Teutsche übers. und der Sandrartischen Academie einverleibet, Nürnberg [Froberger], 1679
- Iconologia deorum, oder Abbildung der Götter, welche von den Alten verehret worden, Nürnberg (Christian Siegmund Froberger) 1680 (перевод с латинского языка)
- Sculpturae veteris admiranda, Nürnberg (Christian Siegmund Froberger) 1680
- Academia nobilissimae artis pictoriae, Nürnberg (Christian Sigismund Froberger) 1683
- Romae antiquae et novae theatrum, Nürnberg (Christian Sigismund Froberger) 1684
- Des alten und neuen Roms grosser Schau-Platz, Nürnberg 1685
- Insignium Romae templorum prospectus exteriores et inferiores. — Nürnberg: Selbstverl., 1690